# Enrico Berlinguer

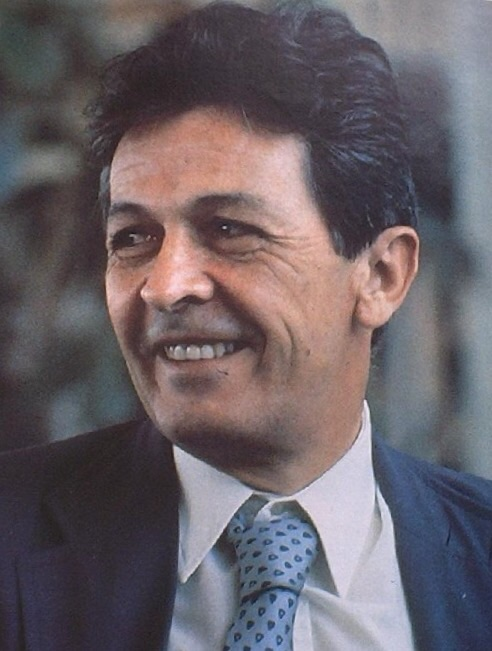
Enrico Berlinguer

Enrico Berlinguer (IFA [berliŋ'gwɛr]) (Sassari, 25 mei 1922 – Padua, 11 juni 1984) was een van de belangrijkste politici van het naoorlogse Italië.

## Biografie
Berlinguer was afkomstig uit de gegoede burgerij van Sardinië. Hij was van 1972 tot aan zijn dood voorzitter van de Partito Comunista Italiano, destijds de op een na grootste partij na de Democrazia Cristiana en de grootste communistische partij van Europa. Hij is de initiator van het Eurocommunisme in Italië, een politieke koers waarbij de PCI een meer op Europa gerichte koers zou varen en zich los zou maken van Moskou.
Berlinguer was een volle neef van Francesco Cossiga, een belangrijke exponent van de Democrazia Cristiana die van 1985 tot 1992 president van Italië was.
Zijn plotselinge dood werd, ook door veel niet-communisten, betreurd. Vriend en vijand waren het erover eens, dat Berlinguer een integer niet-corrupt politicus was. Zijn begrafenis op 13 juni 1984 in Rome werd derhalve door ruim 1 miljoen mensen bijgewoond.
- Bibsys: 90560080
- Biblioteca Nacional de Chile: 000125819
- Biblioteca Nacional de España: XX1106105
- Bibliothèque nationale de France: cb124425882 (data)
- Catàleg d'autoritats de noms i títols de Catalunya: 981058524815106706
- CiNii: DA0052360X
- Gemeinsame Normdatei: 118658417
- International Standard Name Identifier: 0000 0001 0796 6404
- Library of Congress Control Number: n79065167
- Bibliotheek van het Japanse parlement: 00433067
- Nationale Bibliotheek van Tsjechië: jn20010525342
- Nationale bibliotheek van Australië: 35695358
- Nationale Bibliotheek van Israël: 987007280398005171
- Nationale Bibliotheek van Polen: a0000001837973
- Nationale en Universitaire bibliotheek Zagreb: 000085082
- Nederlandse Thesaurus van Auteursnamen: 067637094
- Réseau des bibliothèques de Suisse occidentale: 02-A002995457
- Istituto Centrale per il Catalogo Unico: CFIV004858
- SNAC: w6x07ktn
- Système universitaire de documentation: 033570701
- Trove: 1046270
- Virtual International Authority File: 5024806
- WorldCat: E39PBJgxwTTxMBwdQgRpX4Dg8C